# Дордонь
Дордо́нь (фр. Dordogne, окс. Dordonha) — департамент во Франции, в регионе Новая Аквитания, названный по имени реки Дордонь, протекающей по его территории.
Благодаря высокой плотности обнаруженных стоянок первобытных людей Дордонь прежде называлась «колыбелью человечества».

## География
Дордонь входит в состав административного региона Аквитания и по своей площади занимает 3-е место среди департаментов Франции (в европейской части Франции).
45 % территории департамента покрыто лесами; по этому показателю Дордонь также занимает 3-е место среди департаментов Франции.
Дордонь граничит с департаментами Верхняя Вьенна, Коррез, Ло, Ло и Гаронна, Жиронда, Приморская Шаранта и Шаранта.
Самые высокие сооружения Дордони расположены в коммунах:
- Одрикс (фр.), радиопередающая антенна высотой 205 метров
- Бержерак, антенна в Монбазияке высотой 60 метров

## Климат
Климат в Дордони умеренный океанический, с мягкой зимой и теплым летом. Стоит отметить существенное колебание температурных значений между северо-востоком и юго-западом департамента, которое достигает 5 °C.

## Преистория

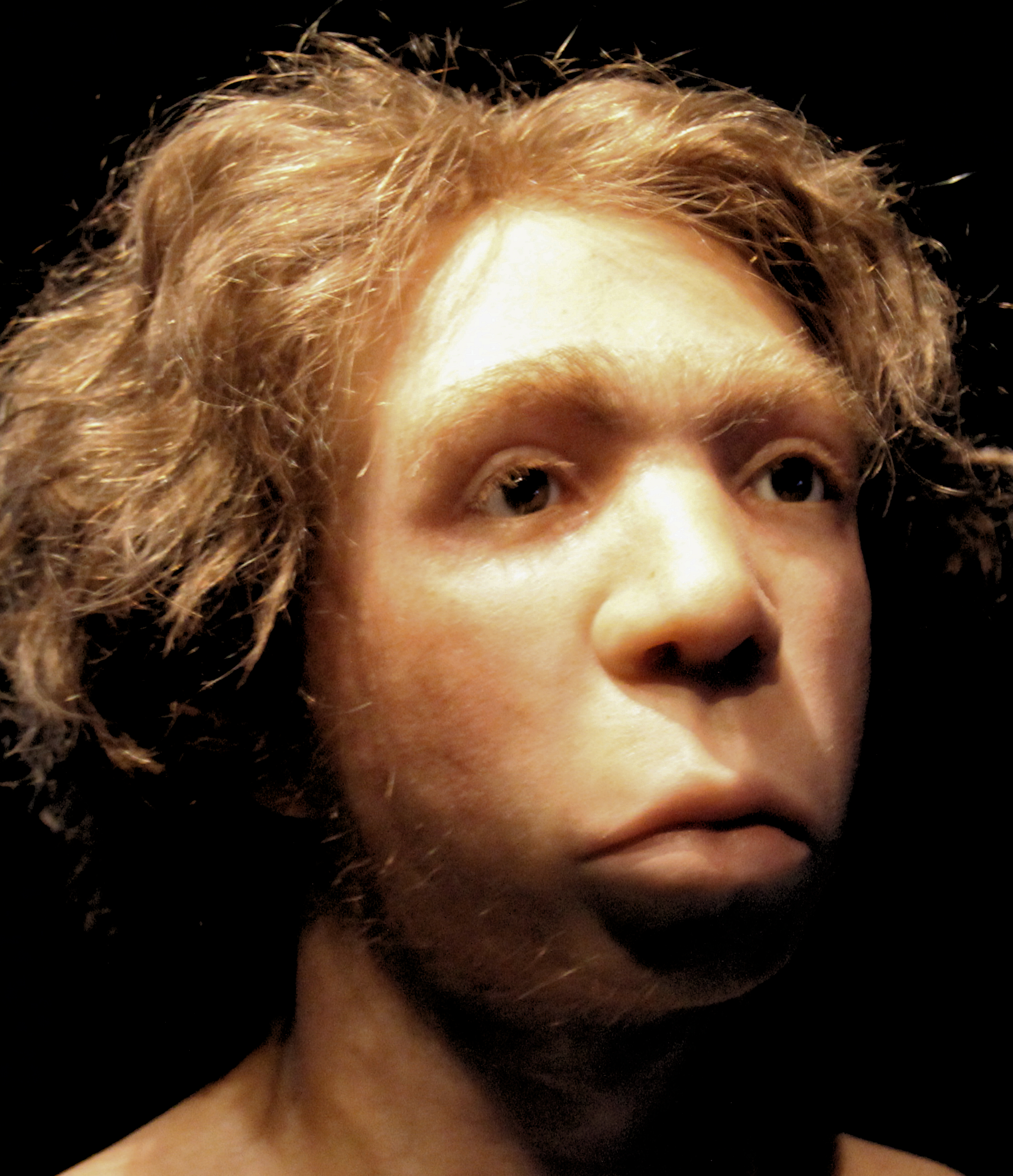
Реконструкция неандертальца Le Moustier 1 из пещеры Ле-Мустье

В эпоху палеолита в пещере Пеш-де-Лазе (фр.) жили неандертальцы. По имени пещеры Ле-Мустье (коммуна Пезак-ле-Мутье, кантон Валле-де-л’Ом) названа мустьерская культура неандертальцев. В пещере Рок де Марсаль нашли скелет неандертальского ребёнка. В местечке Регурду были обнаружены кости верхних конечностей, нижняя челюсть и грудина неандертальца (Regourdou-1). Согласно опубликованной в 2008 году публикации, было обнаружено большое количество скелетных элементов, причем все они находились в удивительно хорошем состоянии. Это правая и левая тазобедренные кости, правое бедро, левая большеберцовая кость, правая надколенник, левая малоберцовая кость, правая ладьевидная кость, кости рук и задняя дуга поясничного позвонка. Регурду-1 часто используется для сравнительных исследований неандертальцев, так как это самый прочный скелет неандертальца, когда-либо найденный. Хроностратиграфическое сравнение с другими участками и биостратиграфия позволяют предположить возраст 5-й стадии изотопа кислорода (Oxygen Isotope Stage 5) или ранней 4-й стадии изотопа кислорода (около 70 000 лет до настоящего времени) для мустьерских отложений, содержащих захоронение. Второй индивид Regourdou 2 представлен одной или несколькими костями стопы.
На двух стоянках Пеш-де-л’Эзе-1 (Pech-de-l’Azé I) и Абри Перони (Abri Peyrony) департаменте Дордонь нашли изготовленные из рёбер оленя орудия типа lissoir (лощило, гладило) возрастом 51 400 и 47 710—41 130 лет соответственно, служившие для обработки шкур.

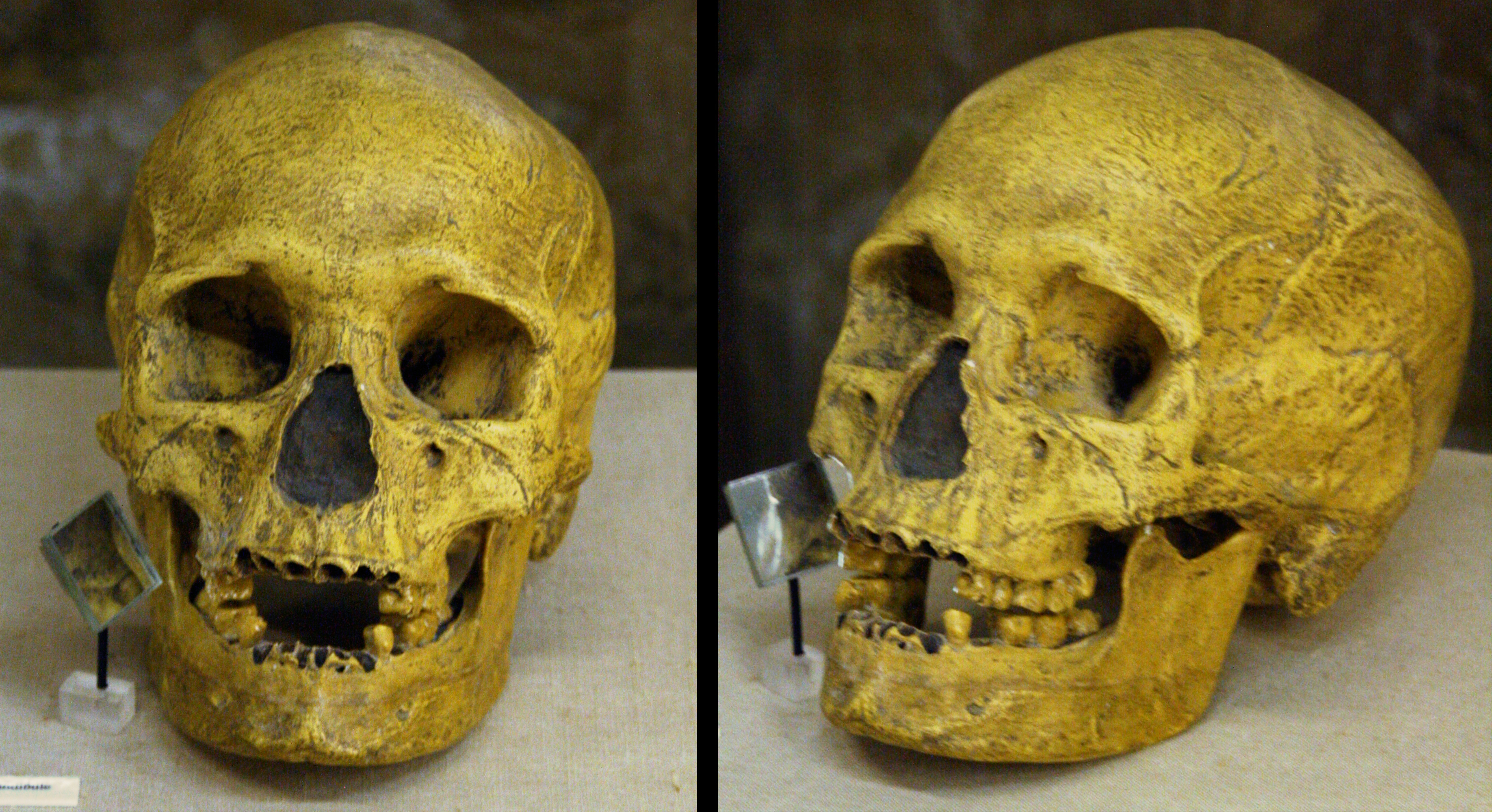
Череп протомадленской женщины из Абри-Пато

На стоянке Абри-Пато в долине реки Везер, недалеко от Лез-Эзи-де-Тайак-Сирёй выявлены верхнепалеолитические слои — ориньяк, верхний перигор, граветт, протомадлен (в котором обнаружен человеческий череп женщины, погибшей 20 600 л. н. в возрасте 16—18 лет), солютре.

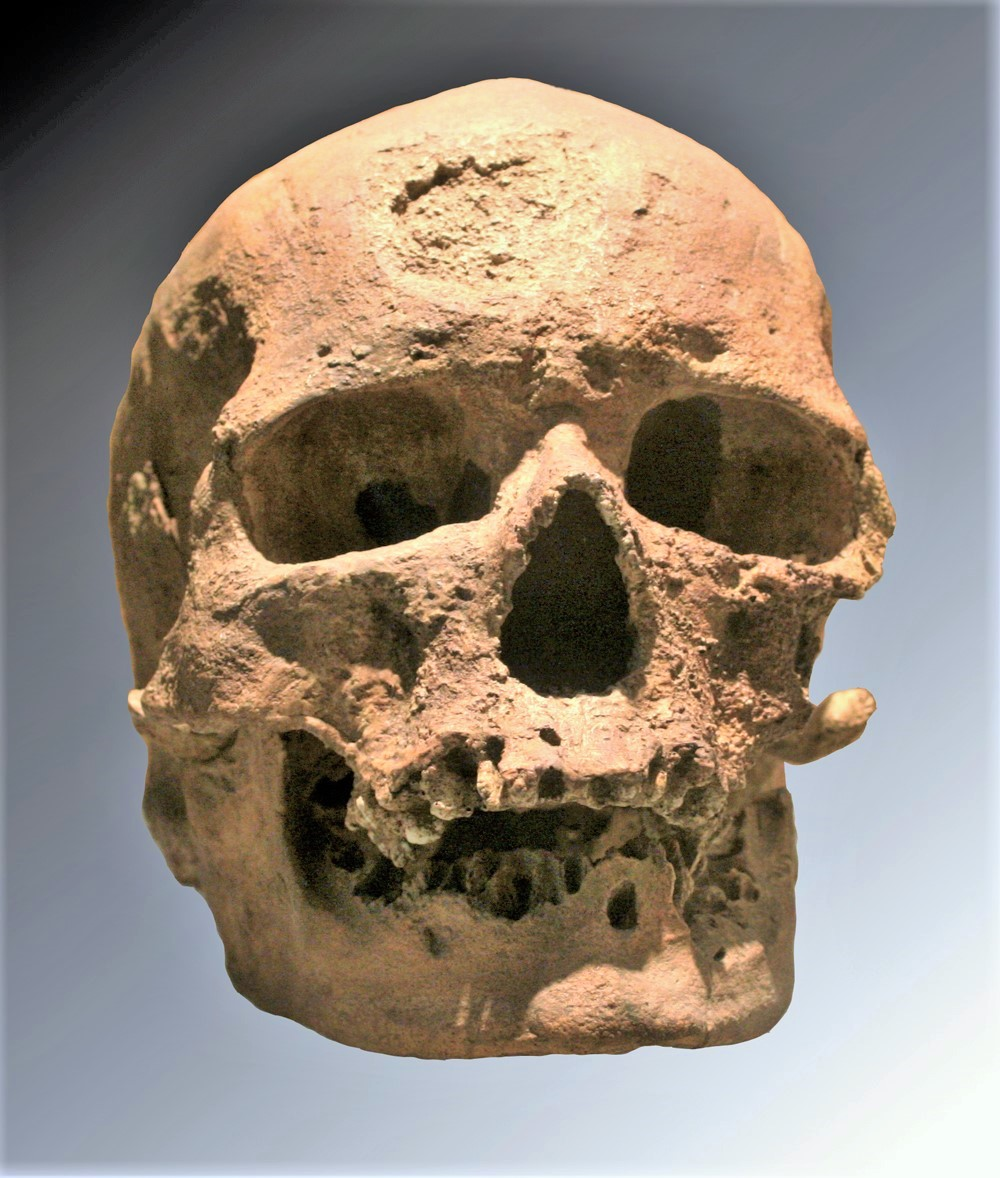
Cro-Magnon 1

В 300 м от скального убежища Абри-Пато находится пещера Кро-Маньон, известная благодаря останкам кроманьонцев, найденным французским палеонтологом Луи Ларте.

## История
В античный период на землях современного департамента Дордонь, между реками Дордонь и Везер, жило галльское племя петрокориев (Petrocorii). Главным поселением этого племени была Vesonna, основанная в 16 году до н. э. (современный Перигё). От названия этого племени, по смыслу означающего «четыре армии» (petru- «четыре» и corii «армия»), впоследствии произошли названия города Перигё и провинции Перигор.
В наше время «петрокорийцами» иногда называют жителей города Перигё (наряду с названием «перигординцы»).
В 27 году до нашей эры римский император Октавиан Август провёл реформу, прочно включив Галлию в систему римских провинций. Будущий Перигор тогда стал частью провинции Аквитания.
Департамент был образован 04 марта 1790 года в период Французской революции на части территории прежней провинции Перигор.
Вскоре, в 1793 году, 10 коммун были выделены из лимузенского департамента Коррез и переданы в состав Дордони.
Спустя примерно год Дордонь уступила коммуну Каварк (фр.), которую передали в состав департамента Ло и Гаронна. И в конце того же 1794 года коммуну Паркуль перевели из Приморской Шаранты в Дордонь.
В 1819 году коммуну Beaurepos изъяли из состава департамента и передали в департамент Ло, где её объединили с коммуной Суийяк.

## Административное деление
Департамент имеет в своём составе 4 округа, 50 кантонов и 557 коммун.

## Экономика

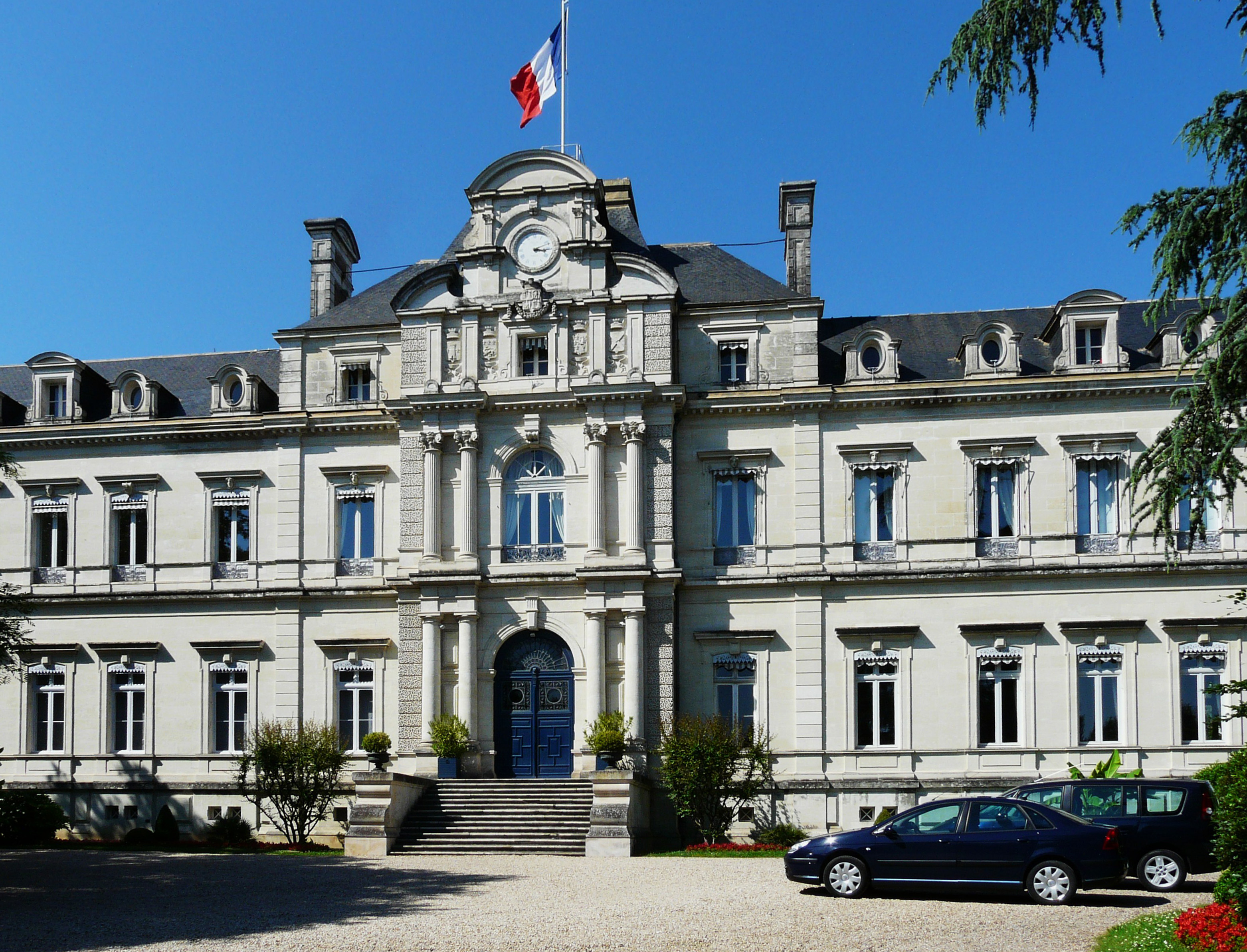
Здание префектуры департамента в Перигё

Вторым по числу рабочих мест в Дордони является сектор лесной и деревообрабатывающей промышленности.
На юго-востоке департамента сосредоточено около 200 предприятий, выращивающих табак; в Дордони производится 15 % от общего объёма производства табака во Франции.
Туристический сектор обеспечил в 2011 году 20 % валового внутреннего продукта Дордони.
В промышленном секторе экономики департамента существует почти 3300 предприятий, на которых трудится в общей сложности 23800 человек.

## Транспорт
К концу 2010 года общая протяжённость автомобильных дорог в департаменте Дордонь составляла 18 945 километров.
Пассажирские перевозки на железнодорожной сети департамента обслуживаются 42 вокзалами.
Воздушные перевозки осуществляются преимущественно через аэропорты в Бержераке и Перигё:
- Аэропорт Бержерак—Руманьер (фр.), код EGC).
- Аэропорт Перигё—Базийак (фр.), код PGX.

## Культура

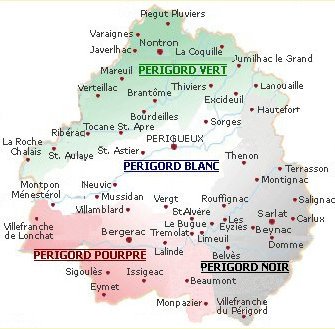
Схема районирования Дордони по цветам

Исконным языком провинции Перигор был окситанский. В северной части провинции использовался его лимузенский диалект, а в южной — лангедокский диалект.

### Музеи
- Бержерак:
  - Мемориальный комплекс, посвящённый движению Сопротивления
  - Музей Кости (пожертвование художника и скульптора Константина Папахристопулоса)
  - Музей табака
  - Музей вина и речного судоходства
- Сандриё — Музей Наполеона I в шато де ла Поммери
- Флерак — Музей автомобилей в шато Флерак
- Гролежак — Инсекторама
- Ле-Эзи-де-Тайак-Сирёй — Национальный музей доисторической эпохи
- Сен-Парду-ла-Ривьер — Музей почтовых открыток Перигора периода с 1898 по 1920 годы
- Сарла-ла-Канеда — Автомобильный музей
- Террассон-Лавильдьё — Музей литографий, эскизов и плакатов карикатуриста Жоржа Гурса (Sem)

### Этнографические музеи
- Ле-Бюг — Деревня Бурна, перигорская деревня, воссозданная по состоянию на 1900 год.
- Сорж — экомузей трюфеля.

### Региональная гастрономия
К числу гастрономических особенностей Дордони относятся фуа-гра, перигорский грецкий орех (фр.), утки (утиное филе, фаршированная шея, …), грибы (в особенности трюфели), вина, имеющие сертификат AOC, среди которых Бержерак (фр.), Монбазийьяк (фр.) и Пешарман (фр.).

### Мемориальный памятник
13 июля 1996 года в коммуне Бирон закончилась реконструкция и состоялось открытие мемориального памятника жертвам двух мировых войн. Восстановительные работы были поручены немецкому скульптору Йохену Герцу, который задал жителям города вопрос «По вашему мнению, ради чего стоит рисковать своей жизнью?». Ответы, в числе которых были «любовь», «страх», «мир», мастер перенёс на плитки, закрепив их на монументе.

## Историческое и культурное наследие

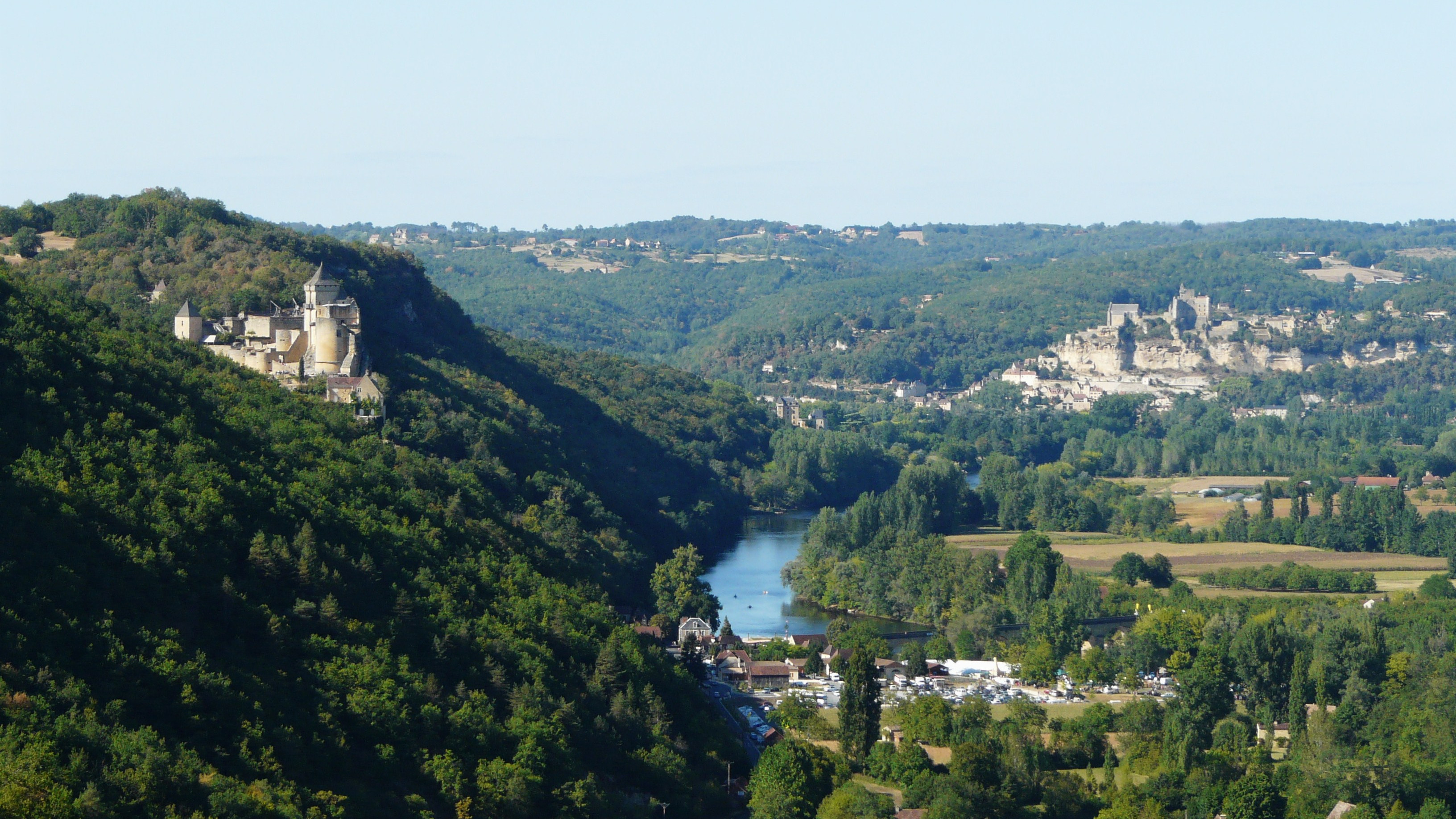
Замки Кастельно и Бейнак в долине реки Дордонь

Дордонью восхищался американский писатель Генри Миллер: «Это край неизъяснимой магии, который застолбили поэты и на который только они одни могут претендовать» (роман «Колосс Маруссийский»).
Ряд городов современной Дордони выросли из средневековых бастид (укреплённых поселений), характерных для юга Франции. В частности, можно отметить города Монпазье, Вильфранш-дю-Перигор, Дом с их земляными укреплениями, Эме и его шато, а также Сент-Оле, единственную бастиду в Зелёном Перигоре.
В долине и бассейне реки Везер находится множество стоянок первобытных людей, в числе которых стоянка Абри-Пато, стоянка Микок, стоянки Верхняя Ложери и Нижняя Ложери (все на территории одной коммуны Ле-Эзи-де-Тайак-Сирёй), стоянки Ле-Мустье, Кап-Блан и знаменитая пещера Кро-Маньон, а также пещеры с наскальными рисунками, среди которых общеизвестная пещера Ласко в коммуне Монтиньяк, пещеры Комбарель и Фон-де-Гом в коммуне Ле-Эзи-де-Тайак-Сирёй, а также пещера Руффиньяк.
К числу широко известных городов Дордони можно отнести Сарла-ла-Канеда, Бержерак, Нонтрон с ежегодным Праздником кузнечных мехов (фр. mascarade des Soufflaculs), Садом искусств, центром ремесленного творчества, фабрикой ножей «Le Périgord», а также Перигё с его развалинами галло-римской эпохи и средневековым городским центром.
В коммуне Ле-Бюг устроен музей под открытым небом, где представлена «деревня Бурна» — аутентичная для Перигора деревня по состоянию на 1900 год.
Самыми посещаемыми туристическими объектами в Дордони являются город Сарла-ла-Канеда, пещера Ласко II, замок Кастельно, сад Маркессак, скала Сен-Кристоф (обрывистая скала длиной около километра) и Аквариум Чёрного Перигора

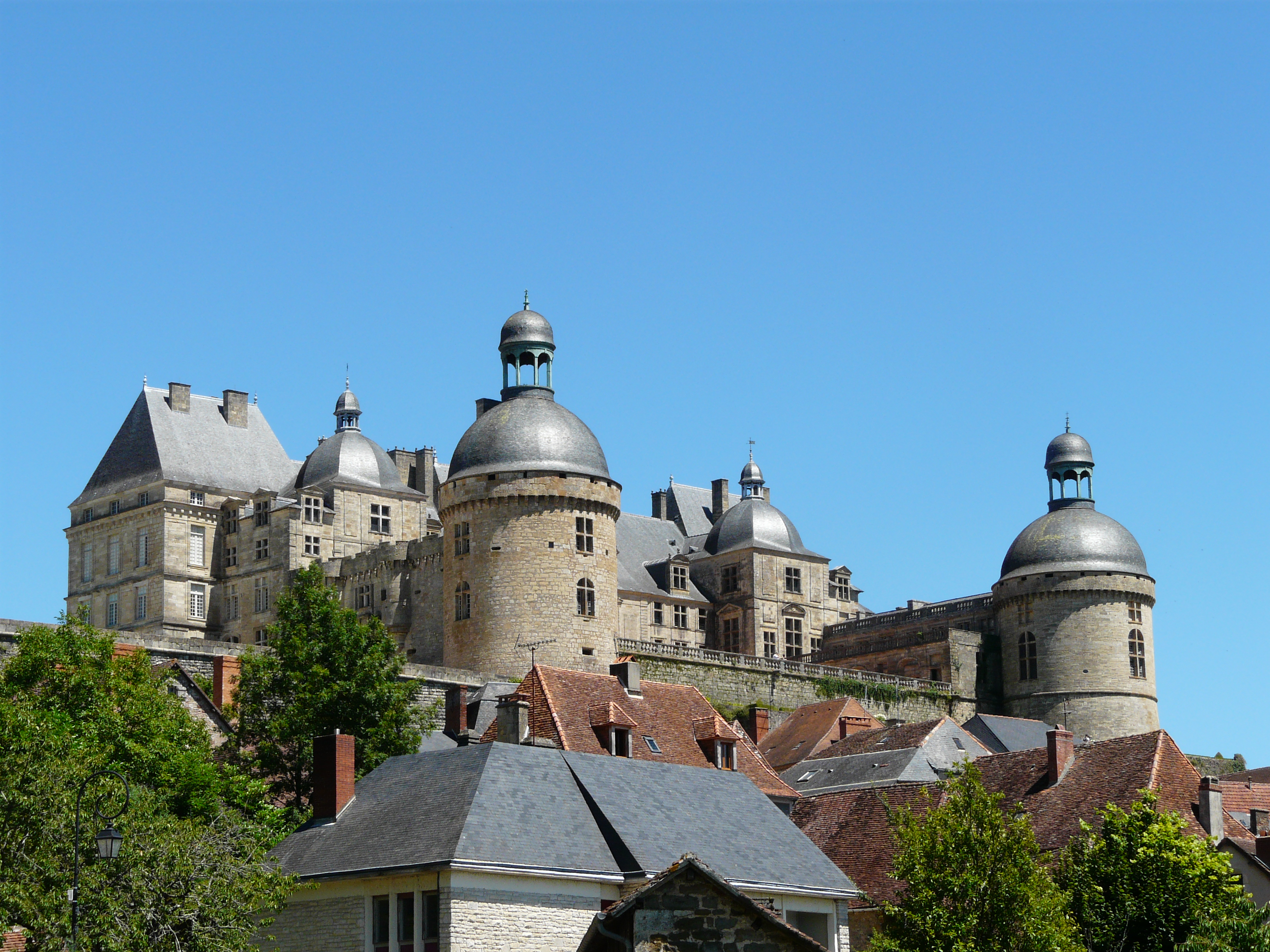
Замок Отфор в Чёрном Перигоре

На территории Дордони насчитывается свыше 1000 замков и шато, среди которых можно упомянуть замок Отфор, замок Кастельно, замок Коммарк, замок Монбазияк, замок Бейнак, замок Эрм, замок Бурдей, Биронский замок, шато Миланд, замок Монфор, замок Пюимартен, замок Лосс.
Из 157 французских городов, включенных в национальный список «Самые красивые деревни Франции», 10 находятся на территории Дордони, которая по числу городов в этом списке занимает первое место вместе с департаментом Аверон. В список включены:
- Бельвес
- Бенак-э-Казнак
- Кастельно-ла-Шапель
- Дом
- Лимёй
- Монпазье
- Ла-Рок-Гажак
- Сен-Аман-де-Коли (фр.)
- Сен-Жан-де-Коль (фр.)
- Сен-Леон-сюр-Везер

### Природные достопримечательности
В марте 1998 года был образован региональный природный заповедник Перигор—Лимузен, территория которого охватывает земли пяти кантонов департамента Дордонь.

#### Парки и сады
Следующие сады и парки Дордони удостоены национального статуса «Выдающийся сад Франции» (Jardin remarquable)
- Дом, сады шато Кудон.
- Эме, парк и огород шато Путе.
- Флоримон-Гомье, сад в Дейлле.
- Отфор, сады замка Отфор.
- Иссак, сады в замке Монреаль.
- Ле-Бюиссон-де-Кадуэн, сады Планбюиссона.
- Сен-Жермен-де-Бельвес, сады Конти.
- Салиньяк-Эвиг, сады в усадьбе Эриньяк.
- Тонак, сады замка Лосс.
- Террассон-Лавильдьё, городской парк с современными мотивами.
- Велин, парк Сарди.
- Везак, сад Маркессак.

### Охраняемые деревья
Среди примечательных деревьев Франции, удостоенных специального сертификата, три находятся в Дордони:
- коммуна Бертрик-Бюре — тисовое дерево, возрастом более 800 лет и имеющее в окружности 9 метров. Занесено в список в 2002 году[23].
- коммуна Бурникель — кедр атласский, высаженный в XVIII веке в шато Карду. Занесено в список в 2001 году[23].
- коммуна Марсалес — большой дуб в Биготи. Занесено в список в 2010 году[23].

### Гастрономический туризм
Среди региональных продуктов Дордони можно упомянуть чёрные трюфели, грибы, перигорскую землянику, перигорские грецкие орехи (AOC), каштаны Перигора и Лимузена.
В коммуне Эшурньяк недалеко от Перигё производят сыр Trappe Échourgnac. Этот сыр производят в аббатстве Эшурньяк начиная с 1868 года.

### Вина
- Сухое белое вино: бержерак, монравель (фр.) и перигор.
- Ликёрное белое вино: монбазийяк.
- Сладкое белое вино: розетт (фр.) и соссиньяк (фр.).
- Розовое вино: бержерак и перигор.
- Красное вино: бержерак, монравель, пешарман и перигор.

Туристический поезд Autorail Espérance курсировал между Бержераком и Сарла-ла-Канеда (длина пути — 69 км) вплоть до 2009 года.

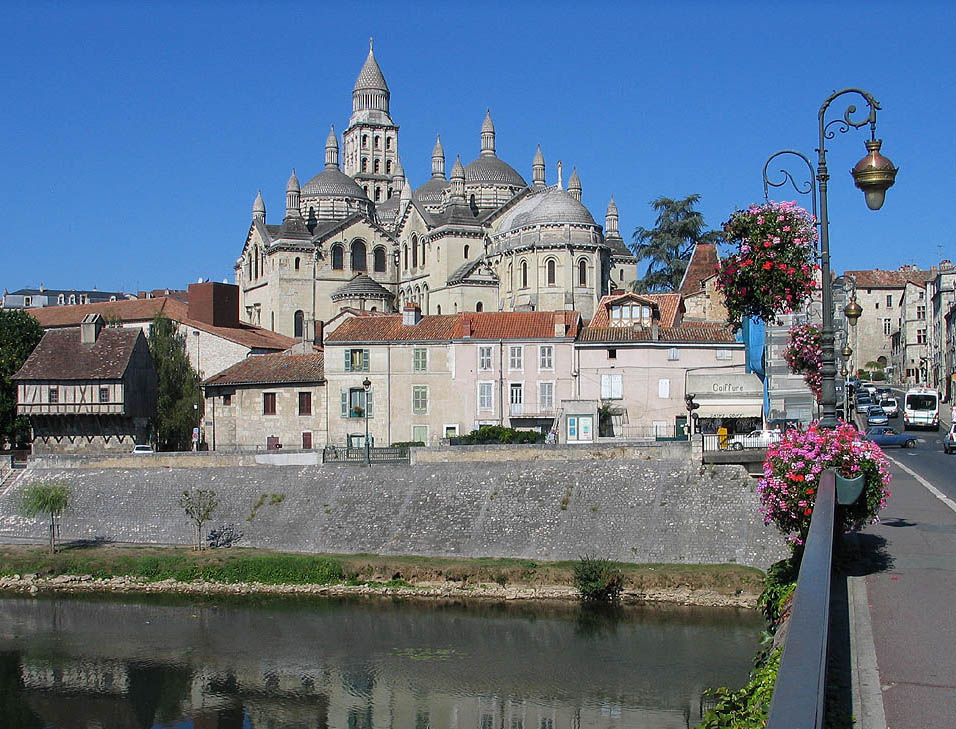
Перигё, столица Дордони
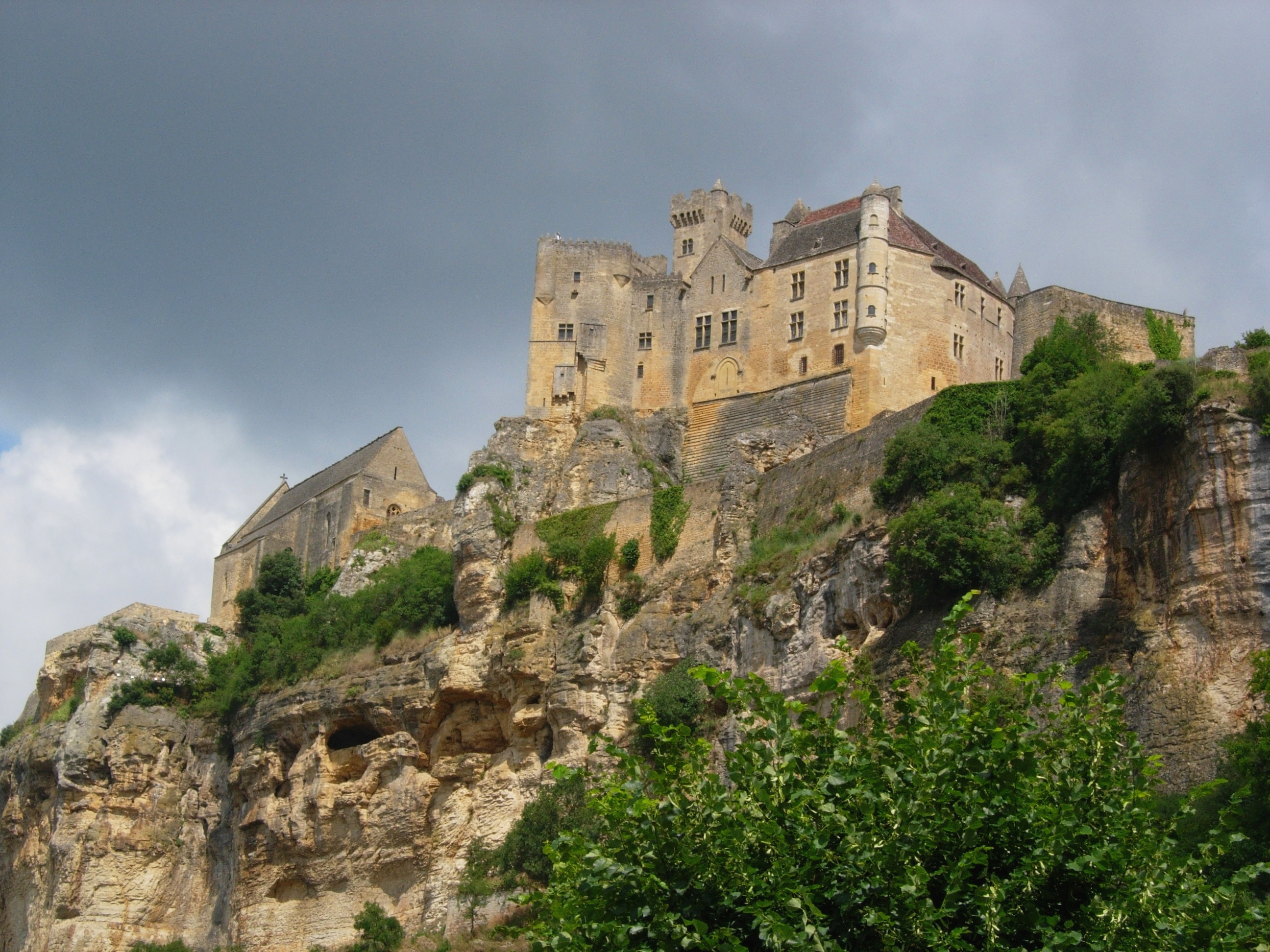
Замок Бейнак
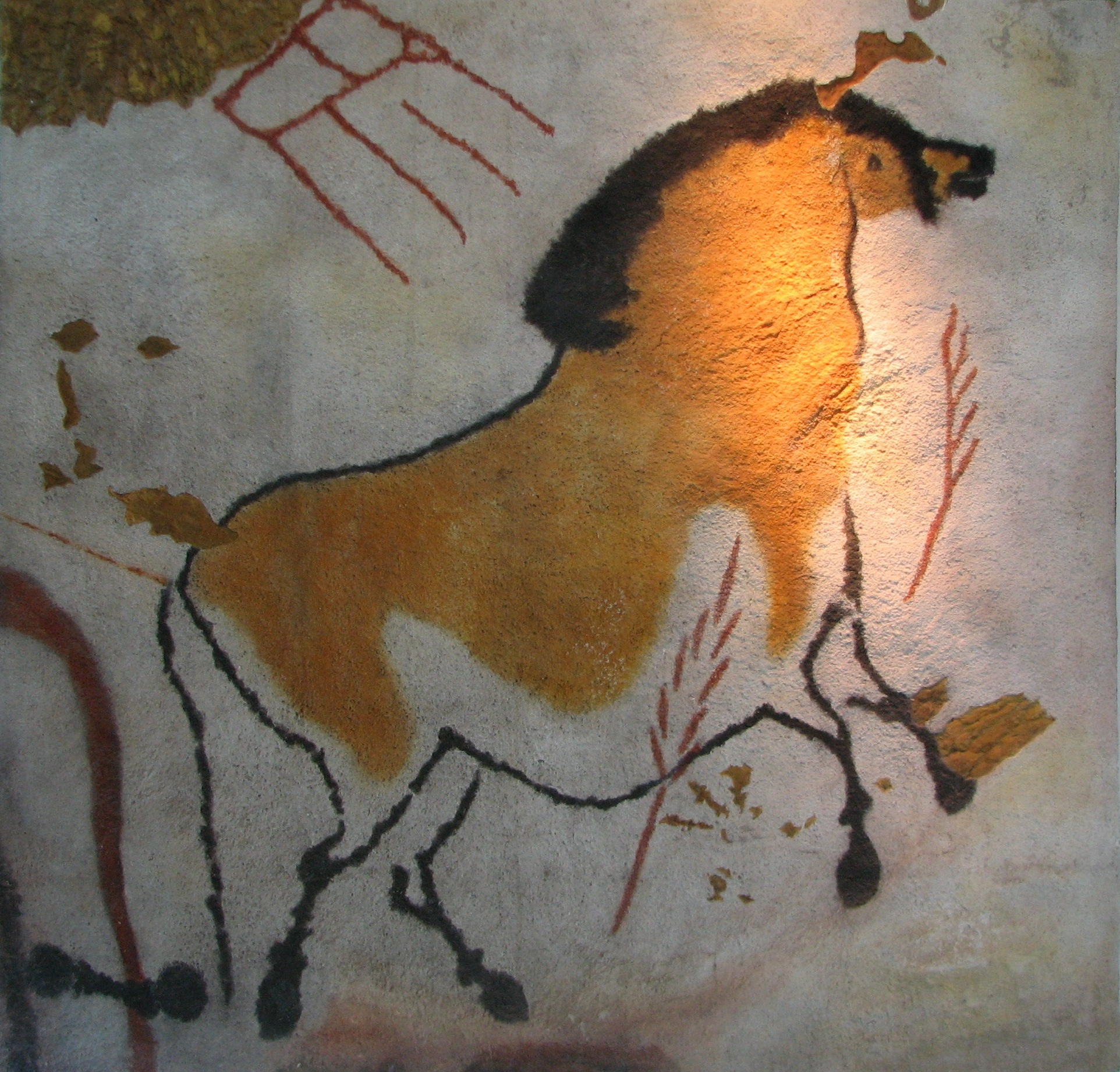
Пещера Ласко
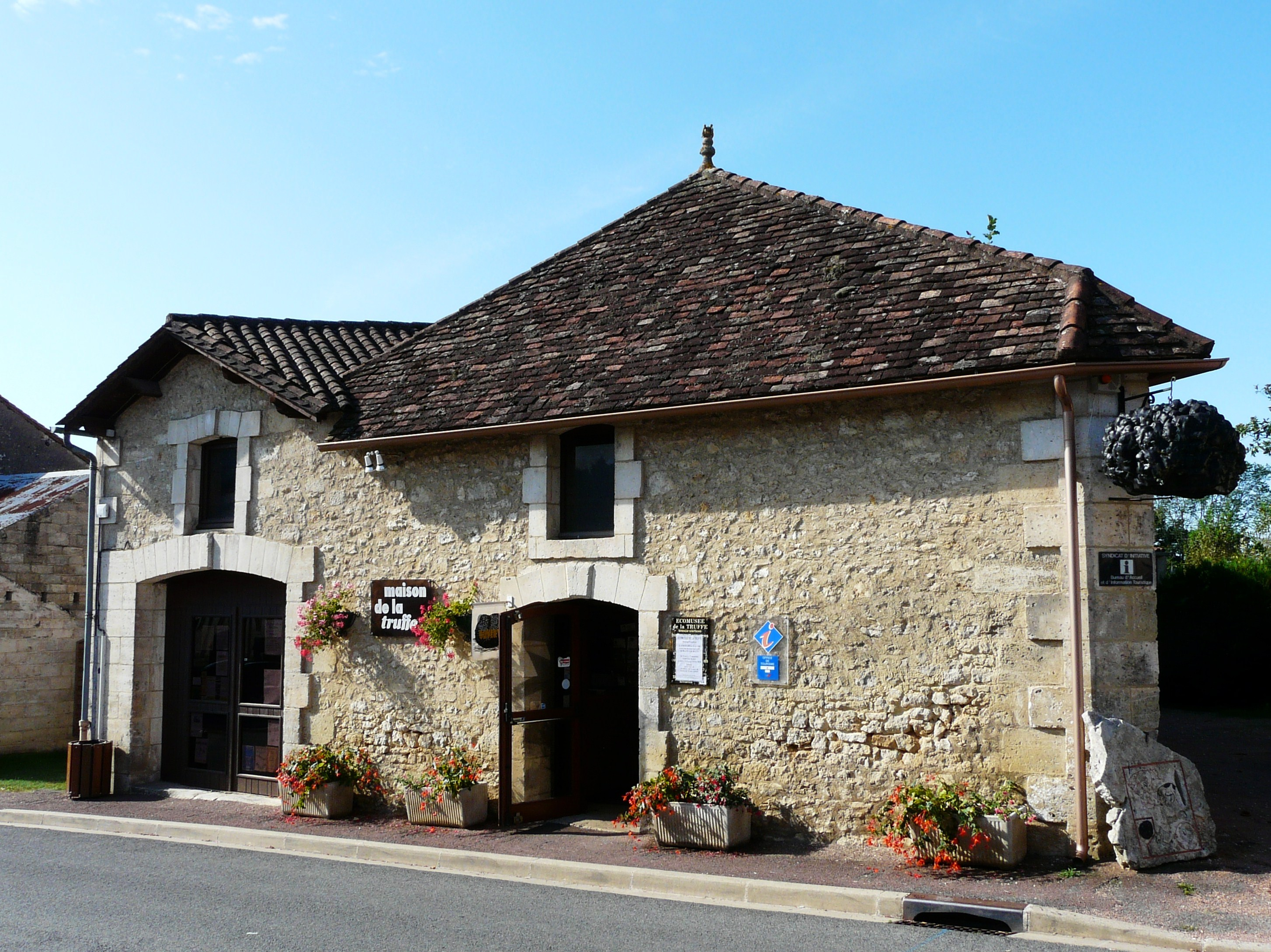
Музей трюфеля в Сорже
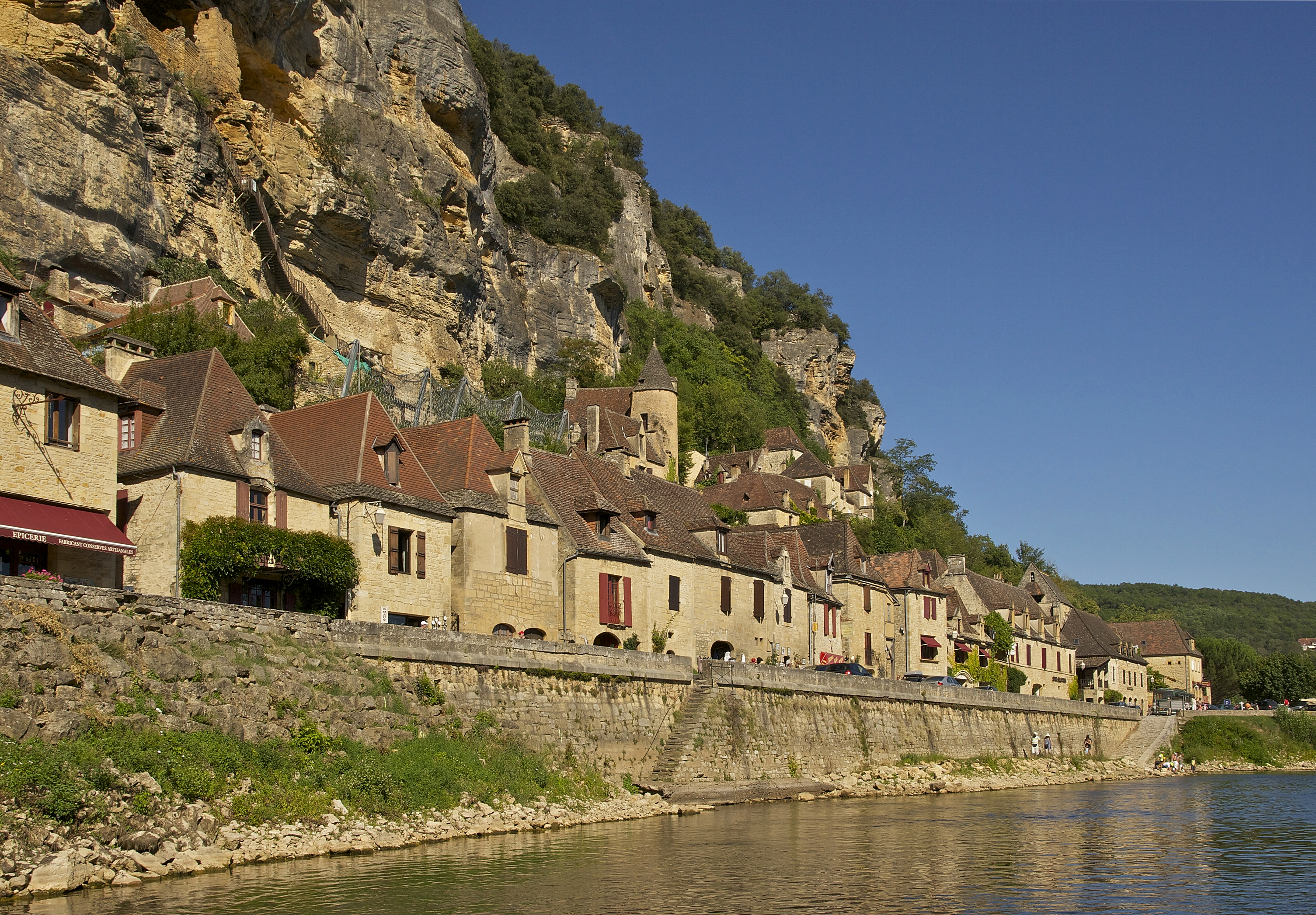
Ла-Рок-Гажак